# Deadache (dal)
A Deadache, a finn Lordi második kislemeze, a szintén Deadache nevű negyedik nagylemezükről. A dal szövegét és zenéjét Mr. Lordi írta.
A kislemezen a második felvétel a "Where's The Dragon", ami a Deadache nagylemez Japán kiadásán bónusz felvételként található meg. Ennek a dalnak a szövegét Mr. Lordi, és Traci Lipp írták, míg a zenét, úgy mint a "Bite It Like a Bulldog" című számnál Mr. Lordi, és Ox írták.

## Tartalma
1. Deadache (3:28)
2. Where's The Dragon (3:01)

## Közreműködők
- Mr. Lordi: ének
- Amen: gitár
- Kita: dobok
- Ox: basszusgitár
- Awa: billentyűs hangszerek